# Fleury (Manche)
Fleury település Franciaországban, Manche megyében. Lakosainak száma 1085 fő (2022. január 1.). Fleury La Bloutière, Champrepus, La Lande-d’Airou, Le Mesnil-Garnier és Villedieu-les-Poêles-Rouffigny községekkel határos.

## Népesség
A település népességének változása:
| Lakosok száma | 658  | 639  | 786  | 847  | 1034 | 1052 | 1035 | 1045 | 1054 | 1085 |
|               | 1968 | 1982 | 1990 | 2006 | 2013 | 2015 | 2017 | 2019 | 2020 | 2022 |